# TACAM T-60
TACAM T-60は、第二次世界大戦中にルーマニアで開発された対戦車自走砲である。車体と砲は、ともに敵国ソ連からの鹵獲品であるT-60軽戦車と76.2mm野砲1936年型(F-22)が用いられた。1943年に計34両が作られ、実戦に投入された。

## 開発と生産
1941年夏に始まったバルバロッサ作戦への参加により、ルーマニア軍は自国の兵器がT-34、KV-1などのソ連戦車にまったく歯が立たないという深刻な問題に直面することになった。
ルーマニアの工業力では即座にこれに対抗する兵器の開発は無理で、そのため、ソ連からの大量の鹵獲兵器を有効活用することになった。
開発を担当したコンスタンチン・ギウライ中佐は、スペアパーツが豊富にあったT-60軽戦車をベースに、76.2mm野砲1936年型(F-22)を搭載するオープントップの対戦車自走砲を作り上げた。戦闘室前側面の装甲板は、ルーマニア国内で上質な装甲鋼板の供給が望めなかったため、やはり鹵獲したBT-7の車体が再利用された。
完成した自走砲は、TACAM T-60(Tun Anticar pe Afet Mobil T-60、T-60車体対戦車自走砲）と名付けられた。
改装はブカレストのレオニダ製作所で行われ、1943年1月に1号車が完成したのに続いて、6月末までに計17両、年末までに残り17両が完成した。
改装はT-60軽戦車の戦闘室上面を取り除き、ほぼ車体中央上部に76.2mm野砲を搭載、前後面のみを装甲板でカバーした。側面装甲後半部は左右に開くことができるようになっていた。車内の狭さから、フェンダー上や車体後部上面、後面に工具箱や弾薬箱が増設された。元が鹵獲兵器であるため、使用されたT-60車体はソ連各生産工場製のものが入り交じっていた。

## 戦歴
TACAM T-60は、16両が第1戦車連隊の第61戦車駆逐中隊、18両が第2戦車連隊の第62戦車駆逐中隊に配備された。これら部隊は、1944年2月から8月までのベッサラビア、モルダヴィアでの防衛戦に投入された。その後ルーマニアの降伏に伴い、残存するTACAM T-60はソ連軍に接収された。

## 参考資料
- Didier Kamowski, "LES CHASSEURS DE CHARS ROUMAINS 1 Le Tacam T-60", STEEL MASTERS No.27, Jun-Jul 1998
- 高田裕久, 「第2次大戦のソ連軍用車両(上)」, 「グランドパワー」デルタ出版, 1997年9月号
- 稲田美秋, 「第2次大戦のソ連軍陸戦兵器(2)」, 「グランドパワー」デルタ出版, 1999年1月号
- 'WorldWar2.ro' Romanian Armed Forces in the Second World War  http://www.worldwar2.ro/arme/?article=241